# Перетворення (математика)
Перетворення в математиці - відображення (функція) множини в себе. Іноді (особливо в математичному аналізі і геометрії) перетвореннями називають відображення, що переводять деяку множину в іншу множину.

## Типи перетворень
- Лінійне перетворення
  - Ортогональное перетворення
  - Перетворення подібності
- Афінне перетворення
  - Гомотетія
  - Ізометричні перетворення
    - Паралельне перенесення
    - Відбиття
    - Обертання
- Перетворення координат
- Конформне відображення